# Jimmy Engoulvent
Jimmy Engoulvent (ur. 7 grudnia 1979 w Le Mans) – francuski kolarz szosowy, zawodnik profesjonalnej grupy Sojasun.

## Najważniejsze osiągnięcia
- 2003
  - 1. miejsce na 2b. etapie Tour de la Somme
- 2004
  - 3. miejsce w Tour du Poitou-Charentes
- 2005
  - 3. miejsce w Cholet-Pays de Loire
- 2006
  - 3. miejsce w Tour de Picardie
- 2007
  - 1. miejsce na prologu La Tropicale Amissa Bongo
  - 1. miejsce na prologu Tour de Luxembourg
- 2008
  - 3. miejsce w GP Denain
- 2009
  - 1. miejsce na 2. etapie Cztery Dni Dunkierki
  - 1. miejsce na 4. etapie Tour of Alsace
  - 1. miejsce na 3. etapie Circuito Montañés
  - 1. miejsce na 4. etapie Tour de Gironde
  - 1. miejsce na 5. etapie Tour de Bretagne
  - 1. miejsce na 3. etapie Circuit de la Sarthe
- 2010
  - 1. miejsce w Tour du Poitou-Charentes
    - 1. miejsce na 3. etapie

  - 1. miejsce na prologu Tour de Luxembourg
  - 1. miejsce na prologu Volta a Portugal
- 2011
  - 1. miejsce na prologu Vuelta a Andalucía
- 2012
  - 1. miejsce na prologu Tour de Luxembourg
  - 1. miejsce w Cztery Dni Dunkierki
    - 1. miejsce na 3. etapie
- 2013
  - 1. miejsce na prologu Tour de Luxembourg